# Fabio Chiarodia
Fabio Chiarodia, né le 5 juin 2005 à Oldenbourg, est un footballeur italien qui joue au poste de défenseur central au Borussia M'gladbach.

## Biographie

### Carrière en club
Né à Oldenbourg, en Allemagne, de parents italiens originaires de Cinto Caomaggiore, Chiarodia a commencé à jouer au football au sein du club local VfL Oldenburg, avant de rejoindre la section jeunesse du Werder Brême en 2014. Après avoir gravi les échelons au sein de Grün-Weiß, il a signé son premier contrat professionnel avec le club en octobre 2021, à l'âge de 16 ans,,.
Chiarodia a fait ses débuts professionnels le 10 décembre 2021, en entrant comme remplaçant tardif lors de la victoire 3-2 à l'extérieur du Werder Brême contre Jahn Regensburg en 2. Bundesliga,. À 16 ans et 188 jours, il est devenu le joueur de l'équipe première le plus jeune de l'histoire du club ; il est également devenu le deuxième joueur le plus jeune à avoir joué en deuxième division allemande, derrière seulement Efe-Kaan Sihlaroglu,,.
Le 19 octobre 2022, Chiarodia a fait sa première apparition en DFB-Pokal contre SC Paderborn, devenant le joueur le plus jeune du Werder Brême à avoir participé à la compétition. Il est entré en jeu en remplacement de Niklas Schmidt à la 73e minute et a joué pendant les prolongations, avant que son équipe ne perde finalement le match après les tirs au but. Trois jours plus tard, il a fait ses débuts en Bundesliga, en tant que remplaçant lors d'un match contre SC Freiburg. Il est devenu le joueur le plus jeune du Werder Brême à avoir joué en Bundesliga, à l'âge de 17 ans, quatre mois et 17 jours. Le 17 mars 2023, le défenseur a fait ses débuts en tant que titulaire professionnel lors d'un match nul 2-2 en championnat contre Borussia Mönchengladbach : à 17 ans, neuf mois et 12 jours, il a battu le record du club du plus jeune titulaire dans un match de Bundesliga, détenu précédemment par Nick Woltemade,,.
Le 28 juin 2023, il a été annoncé que Chiarodia rejoindrait le club de Bundesliga Borussia Mönchengladbach dans le cadre d'un contrat de quatre ans,.

### Carrière internationale
Né en Allemagne de parents italiens, Chiarodia avait le choix de représenter les deux pays sur la scène internationale. Après avoir été appelé en sélection nationale des moins de 15 ans de l'Allemagne, il a depuis représenté l'Italie au niveau international des jeunes, ayant joué pour les équipes nationales des moins de 15 ans, des moins de 17 ans et des moins de 19 ans,.
En mai 2022, il a été inclus dans l'équipe italienne qui a participé au Championnat d'Europe de football des moins de 17 ans en Israël, où les Azzurrini ont atteint les quarts de finale avant de perdre face aux futurs finalistes Pays-Bas. En décembre 2022, il a participé à un stage dirigé par l'entraîneur de l'équipe nationale italienne senior, Roberto Mancini, et destiné aux talents nationaux les plus prometteurs.
En juin 2023, il a été inclus dans l'équipe italienne pour le Championnat d'Europe de football des moins de 19 ans à Malte, où les Azzurrini ont finalement remporté leur deuxième titre continental,.

## Style de jeu
Chiarodia est un défenseur central, qui peut également jouer comme milieu défensif ou arrière gauche. À l'aise avec le ballon, il possède de bonnes compétences physiques et techniques (pouvant utiliser les deux pieds), et ses principales forces résident dans sa passe, son anticipation et son approche calme.

## Vie personnelle
Chiarodia a une sœur aînée et un frère aîné ; ce dernier a joué au football dans les divisions inférieures allemandes,. Son père et son oncle possèdent un salon de crème glacée dans leur ville natale, Oldenbourg,.
Quand il a fait ses débuts dans l'équipe première du Werder Brême, il a été surnommé Das Küken ("Le poussin") par le capitaine du club, Marco Friedl.

## Statistiques
Le tableau ci-dessous retrace la carrière de Fabio Chiarodia depuis ses débuts :

### Statistiques détaillées
| Saison                | Club                     | Championnat           | Championnat | Championnat | Coupe(s) nationale(s) | Coupe(s) nationale(s) | Compétition(s) continentale(s) | Compétition(s) continentale(s) | Compétition(s) continentale(s) | Total | Total |
| Saison                | Club                     | Division              | M.          | B.          | M.                    | B.                    | Comp.                          | M.                             | B.                             | M.    | B.    |
| 2021-2022             | Werder Brême II          | Regionalliga Nord     | 1           | 0           | -                     | -                     | -                              | -                              | -                              | 1     | 0     |
| 2022-2023             | Werder Brême II          | Regionalliga Nord     | 9           | 0           | -                     | -                     | -                              | -                              | -                              | 9     | 0     |
| Sous-total            | Sous-total               | Sous-total            | 10          | 0           | 0                     | 0                     | -                              | 0                              | 0                              | 10    | 0     |
| 2021-2022             | Werder Brême             | 2.Bundesliga          | 1           | 0           | -                     | -                     | -                              | -                              | -                              | 1     | 0     |
| 2022-2023             | Werder Brême             | Bundesliga            | 3           | 0           | 1                     | 0                     | -                              | -                              | -                              | 4     | 0     |
| Sous-total            | Sous-total               | Sous-total            | 4           | 0           | 1                     | 0                     | -                              | 0                              | 0                              | 5     | 0     |
| 2023-2024             | Borussia Mönchengladbach | Bundesliga            | 5           | 0           | 3                     | 0                     | -                              | -                              | -                              | 8     | 0     |
| Sous-total            | Sous-total               | Sous-total            | 5           | 0           | 3                     | 0                     | -                              | 0                              | 0                              | 8     | 0     |
| Total sur la carrière | Total sur la carrière    | Total sur la carrière | 19          | 0           | 4                     | 0                     | -                              | 0                              | 0                              | 23    | 0     |

## Palmarès
Italie -19 ans
- Championnat d'Europe
  - Vainqueur en 2023